# 硝酸盐矿物
硝酸盐矿物，指含有硝酸盐的礦物，例如硝石、硝酸鎂、硝酸钙、硝酸钡等。硝石的主要成份為硝酸鉀；智利硝石的主要成分則为硝酸钠，可以用于制造硝酸；智利硝石中还含有少量的碘酸钠，可提纯作为陆地上获得的重要碘源。